# Vecsem-patak
A Vecsem-patak az Aggteleki-karszt területén ered, Komjáti és Bódvaszilas települések központjától északra, Borsod-Abaúj-Zemplén vármegyében, mintegy 170 méter tengerszint feletti magasságban. A patak a forrásától, a Vecsem-forrástól kezdve déli irányban halad, majd Bódvaszilasnál éri el a Bódva folyót.

## Élővilága

### Faunája
A patakban él: Annitella obscurata, Chaetopteryx fusca, Ironoquia dubia,  Limnephilus lunatus, valamint Limnephilus rhombicus.

## Part menti települések
- Bódvaszilas
- Komjáti